# Jade Hovine
Jade Hovine (* 11. Juni 2004 in Lille) ist eine belgische Eiskunstläuferin. Sie wohnt in Tournai und studiert an der Universität Côte d’Azur in Nizza Recht.
Bis 2023 startete Hovine für den Axel Club Tournai. Inzwischen trainiert sie in Nizza bei Cédric Tour und Rodolphe Marechal beim Nice Baie des Anges Association. Sie nahm an mehreren internationalen Wettbewerben wie den Eiskunstlauf-Europameisterschaften 2024 teil.

## Ergebnisse
| Meisterschaft / Jahr      | 2020 | 2021 | 2022 | 2023 | 2024 | 2025 |
| ------------------------- | ---- | ---- | ---- | ---- | ---- | ---- |
| Weltmeisterschaften       |      |      |      | 26.  |      |      |
| Europameisterschaften     |      |      |      |      | 23.  | 16.  |
| Belgische Meisterschaften | 2.   |      | 2.   | 2.   | 2.   |      |